# These Days (Bon Jovi-album)
A These Days a Bon Jovi hatodik stúdióalbuma, amely 1995. júniusa végén jelent meg. Az album több, mint 8 000 000 példányban kelt el világszerte, és ezzel ez a Bon Jovi 5. legtöbb példányban elkelt albuma. Az egész világon elérte a platina minősítést. Az albumról egyetlen kislemezt adtak ki az Egyesült Államokban, a "This Ain't a Love Song"-ot, ami a 14. helyet érte el.
A These Days sok rosszindulatú kritikát kapott az igényes dalszövegek, és a mélyebb utalások miatt. Minden szempontból „sötét” volt az album, szemben az együttes optimizmusával.

## Az album dalai
1. "Hey God" (Bon Jovi, Sambora) – 6:10
2. "Something for the Pain" (Bon Jovi, Sambora, Child) – 4:47
3. "This Ain't a Love Song" (Bon Jovi, Sambora, Child) – 5:08
4. "These Days" (Bon Jovi) – 6:27
5. "Lie to Me" (Bon Jovi, Sambora) – 5:34
6. "Damned" (Bon Jovi, Sambora) – 4:32
7. "My Guitar Lies Bleeding in My Arms" (Bon Jovi, Sambora) – 5:41
8. "(It's Hard) Letting You Go" (Bon Jovi) – 5:51
9. "Hearts Breaking Even" (Bon Jovi, Child) – 5:06
10. "Something to Believe In" (Bon Jovi) – 5:25
11. "If That's What it Takes" (Bon Jovi, Sambora) – 5:17
12. "Diamond Ring" (Bon Jovi, Sambora, Child) – 3:47
13. "All I Want is Everything" (Bon Jovi, Sambora)*
14. "Bitter Wine" (Bon Jovi, Sambora) – 4:35 *

- Nincs mindegyik kiadáson, főleg az amerikaiakon nem szerepelt.

## Bónusz CD-k

### Francia bónusz CD
1. "Always" (Live in Montreal) (J. Bon Jovi, R. Sambora) – 5:52
2. "Good Guys Don't Always Wear White" (J. Bon Jovi, R. Sambora) – 4:27
3. "Prostitute" (J. Bon Jovi, R. Sambora) – 4:28
4. "Lonely at the Top" (J. Bon Jovi, R. Sambora) – 4:14
5. "When She Comes" (J. Bon Jovi, R. Sambora) – 3:29
6. "The End" (J. Bon Jovi, R. Sambora, D. Bryan) – 3:38

### Speciális kiadás bónusz CD
Az album később 2 CD-s különleges kiadásként adták ki (Special Edition 2 CD Set), ami egy második CD-t is tartalmazott, számos demo számmal, és a címdalok választékával.
1. "Fields Of Fire" – demo (Bon Jovi) – 4:10
2. "I Thank You" (Hayes, Porter) – 3:14
3. "Mrs. Robinson" (Simon) – 3:21
4. "Let's Make It Baby" – demo (Bon Jovi, Sambora, Child) – 6:19
5. "I Don't Like Mondays" – élőben a Wembley Stadionból, Bob Geldof közreműködésével – 5:58 (később elérhető a One Wild Night Live 1985–2001-en is)
6. "Crazy" – élő, Tico Torres által énekelve (Nelson) – 3:29
7. "Tumblin' Dice" – élő, David Bryan által énekelve (Jagger, Richards) – 4:17
8. "Heaven Help Us All" – élő, Richie Sambora által énekelve (Miller) – 4:34

## Közreműködők
- Jon Bon Jovi – ének, harmonika, ütőhangszerek
- Richie Sambora – gitár, szitár, háttérének
- Tico Torres – dob, ütőhangszerek
- David Bryan – billentyűsök, háttérének

További zenészek:
- Hugh McDonald – basszusgitár
- Robbie Buchanan – billentyűs hangszerek, programozás
- Jerry Cohen – billentyűsök
- Rory Dodd – háttérének
- Randy Jackson – basszusgitár
- Suzie Katayama – tangóharmonika
- Richie LaBamba – harsona
- Ed Manion – baritonszaxofon
- Mark Pender – trombita
- Jerry Vivino – tenorszaxofon

## Toplista helyezések

### Album
| Év   | Pozíció                 | Hely         |
| ---- | ----------------------- | ------------ |
| 1995 | UK Top 75 Albums Chart  | #1 (4 hétig) |
| 1995 | European Top 100 Albums | #1 (6 hétig) |
| 1995 | Germany Album chart     | #1 (3 hétig) |
| 1995 | US Billboard 200 Album  | #9           |

### Kislemezek
| Év   | Kislemez                           | Pozíció                  | Hely |
| ---- | ---------------------------------- | ------------------------ | ---- |
| 1995 | "This Ain't A Love Song"           | UK Top 75 Singles        | #6   |
| 1995 | "This Ain't A Love Song"           | European Top 100 Singles | #1   |
| 1995 | "Something For The Pain"           | UK Top 75 Singles        | #8   |
| 1995 | "Something For The Pain"           | European Top 100 Singles | #8   |
| 1995 | "Lie To Me"                        | UK Top 75 Singles        | #10  |
| 1995 | "Lie To Me"                        | European Top 100 Singles | #18  |
| 1996 | "These Days"                       | UK Top 75 Singles        | #7   |
| 1996 | "Hey God"                          | UK Top 75 Singles        | #13  |
| 1995 | "This Ain't A Love Song"           | The Billboard Hot 100    | #14  |
| 1995 | "Something For The Pain/Lie To Me" | The Billboard Hot 100    | #74  |